# آوالون (آلبوم سالی ارنا)
آوالون (به انگلیسی: Avalon) نخستین آلبوم رسمی هنرمند امریکایی سالی ارنا می‌باشد که در تاریخ ۱۴ سپتامبر ۲۰۱۰ انتشار یافت. اولین تک‌آهنگ این آلبوم دعای گنه کار در ۳ اوت ۲۰۱۰ وارد ایستگاه‌های رادیویی شد.

## فهرست آهنگ‌ها
۱- آوالون
۲- ۷ سال
۳- جاده مسدود شده
۴- دعای گنه کار
۵- روشنی من
۶- قیام
۷- تا بعد...
۸- مردگان
۹- چشمان یک طفل
۱۰- سر وقت مناسب
۲- 7 Years
۳- Broken Road
۴- Sinner's Prayer
۵- My Light
۶- The Rise
۷- Until Then...
۸- The Departed
۹- Eyes Of A Child
۱۰- In Through Time

## پدید آورندگان
- سالی ارنا : آواز، گیتار، بیس، درامز، هارمونیکا، کی بورد، پیانو
- لیزا گایر : آواز
- ایرینا چیرکووا : سلو، فولوت
- نیل گرگوری : پرکاشن
- تیم تریالت : گیتار
- کریس دیکاتو : کی بورد
- کریس لستر : گیتار بیس، گیتار آکوستیک
- دیوید استفانلی : درامز